# Costanzo Ciano
Costanzo Ciano, I conte di Cortellazzo (Livorno, 30 agosto 1876 – Ponte a Moriano, 26 giugno 1939), è stato un ammiraglio e politico italiano, padre di Galeazzo Ciano e quindi consuocero di Benito Mussolini.

## Biografia

### La carriera militare
Figlio di Raimondo, di origine napoletana, e di Argia Puppo, di origine genovese, entrò all'Accademia navale all'età di 15 anni (1891), conseguendo la nomina a guardiamarina il 16 luglio 1896.
Nel 1898 venne promosso sottotenente di vascello e nel 1901 ottenne il grado di tenente di vascello. Partecipò al conflitto italo-turco del 1911-12 e nel 1913 ricevette un encomio solenne per aver compiuto missioni speciali di polizia coloniale al comando del piroscafo Siracusa, requisito durante le azioni di guerra.
Nel 1915, allo scoppio della prima guerra mondiale, venne posto alla direzione del silurificio di Venezia della Regia Marina e nel 1916 sostituì il fratello Arturo al comando del cacciatorpediniere Zeffiro.
Promosso capitano di fregata dall'agosto 1917 al comando di unità siluranti di superficie (MAS e torpediniere), compì numerose e rischiose imprese: davanti a Cortellazzo si inserì nel blocco dell'offensiva delle corazzate austriache SMS Wien e SMS Budapest, ottenendo la quarta medaglia d'argento al valor militare.
Nel febbraio 1918 prese parte con D'Annunzio e Luigi Rizzo all'operazione della Beffa di Buccari, per la quale venne insignito della medaglia d'oro al valor militare.
Dopo la promozione a capitano di vascello per meriti di guerra del 1º aprile 1918, alla fine della guerra venne collocato su sua richiesta nell'ausiliaria per dirigere la compagnia di navigazione Il mare, di proprietà dell'industriale Giovanni Agnelli.

### I fatti di Livorno
Nell'estate del 1922 Livorno venne occupata da squadre armate di fascisti provenienti da tutta la Toscana che furono implicate nell'uccisione di alcuni consiglieri comunali e devastarono negozi legati a personalità del mondo politico cittadino, sedi di partiti di sinistra, circoli dei lavoratori e la Camera del Lavoro. Il 3 agosto un nutrito squadrone di fascisti, con alla testa Costanzo Ciano e Dino Perrone Compagni, si diresse al Palazzo Comunale: l'amministrazione socialista, guidata dal sindaco Uberto Mondolfi, fu costretta a dare le dimissioni sotto la minaccia di ulteriori gravi ritorsioni.

### La carriera politica
Precedentemente aderente all'Associazione Nazionalista Italiana (ANI), nel 1921 venne eletto deputato per i Fasci di combattimento (del cui consiglio nazionale era membro) nella lista dei Blocchi Nazionali, dimettendosi dalla compagnia di navigazione che dirigeva.
Il 31 ottobre 1922 assunse la carica di sottosegretario di Stato per la Regia Marina del governo Mussolini e di commissario per la Marina Mercantile; il 9 novembre 1923 fu promosso contrammiraglio nella Riserva Navale.
Nel 1924 venne rieletto deputato alla Camera dei deputati del Regno e confermato nel 1929, nel 1934 e nel 1939 nella Camera dei Fasci e delle Corporazioni.
Nel 1925, sfruttando la propria posizione di potere, il livornese Ciano riuscì a creare la provincia di Livorno, sottraendo territorio a Pisa. Località come Castiglioncello, Rosignano, Bolgheri, Populonia, Piombino passarono quindi da quella di Pisa alla nuova "provincia di Livorno".
Nel 1928 il re lo insignì del titolo nobiliare di conte di Cortellazzo.
Il 5 febbraio 1924 venne nominato ministro delle poste e dei telegrafi, cui vennero aggiunte le comunicazioni; sotto il suo ministero la radiofonia esordì in Italia con la trasmissione di un discorso di Mussolini, tenuto a Roma il 25 marzo di quell'anno.
In quegli anni da ministro riordinò l'amministrazione ferroviaria e potenziò la rete ferroviaria: il 1º luglio 1931 inaugurò la stazione Centrale di Milano e nel 1933 il Palazzo delle Poste della Spezia. Nel 1928 costituì l'Ente italiano audizioni radiofoniche. Vi è dissenso fra gli studiosi circa una possibile ammissione di Ciano alla massoneria: data per certa da Rosario F. Esposito, sembra secondo altre fonti non essersi mai verificata, avendo Ciano preteso un grado elevato sin dall'iniziazione.
Presiedette il ministero fino al 1934, quando venne eletto presidente della Camera dei deputati del Regno d'Italia, poi Camera dei Fasci e delle Corporazioni per pochi mesi, fino alla morte nel giugno 1939.

### La dinastia familiare
Era fratello di due gerarchi minori dell'epoca fascista, Alessandro e Arturo, e padre di Galeazzo. Fu anche padre di Giuseppa Cristiani, nata il 27 giugno 1937 da una relazione extraconiugale con la sua domestica Ginevra Cristiani, che lavorò alle sue dipendenze sino alla sua morte; la bambina non fu riconosciuta e venne data in balia alla famiglia Sgherri di Crespina.
Il casino di caccia allestito per il figlio sulla via Appia Nuova, alle porte di Roma, fu – con il frontale circolo del golf dell'Acquasanta – il quartier generale della dinastia nella capitale. Alla morte di Costanzo, l'area campestre fu intestata in parte al fattore Caroni.
La successiva urbanizzazione del quartiere Statuario di Roma, opera del medesimo ingegner Italo Caroni, fu oggetto nella IV legislatura delle interrogazioni parlamentari nn. 11021 del senatore Giardina e 16707 del deputato Bavetta, in ordine alla violazione dei limiti edilizi previsti nella convenzione del 1941 con il comune di Roma per l'edificazione della "borgata Caroni"; ancora nel 1973 risultavano manufatti edilizi per i quali a quella proprietà venivano pagati canoni locatizi in parte alla famiglia Gerini, salvandosi dalle confische del patrimonio di famiglia seguite all'8 settembre 1943.

### Morte
Costanzo Ciano morì il 26 giugno 1939 durante una cena con amici. La città di Livorno decise in seguito la costruzione del Mausoleo di Ciano, edificio monumentale in località Monteburrone, nei pressi di Montenero, che avrebbe dovuto ospitare la sepoltura del gerarca e dei suoi familiari. Alla caduta del regime fascista, la costruzione rimase incompiuta.
Nelle cave di granito di Villamarina dell'isola Santo Stefano, nell'arcipelago di La Maddalena, sono tuttora abbandonate e visitabili alcune parti scolpite, tra cui il busto di Ciano, previste per la decorazione del mausoleo. Ad oggi divisa in tre tronconi, si tratta di una scultura colossale che lo ritrae in tenuta marinaresca e che avrebbe dovuto essere alta 13 metri; commissionata nel 1941 allo scultore Arturo Dazzi, l'opera rimase incompiuta dopo la caduta del regime.
Costanzo Ciano venne inoltre ritratto in un pregevole bronzo commissionato allo scultore Francesco Messina nel 1940, esposta davanti al municipio della Spezia. Alla caduta del fascismo l'opera fu rimossa, ma si salvò dalla fusione grazie al suo pregio artistico. Oggi è collocata nei giardini del Museo tecnico navale della Spezia.
Nel 1939 a Piacenza fu intitolato a Costanzo Ciano, da poco deceduto, un nuovo quartiere popolare che tuttora è conosciuto come "quartiere Ciano".

## Riconoscimenti
A Costanzo Ciano fu ufficialmente intestata la colonia marina poi nota come Colonia Varese, a Milano Marittima.
Diverse furono le intitolazioni dedicate a Ciano nella sua nativa Livorno: dal 1927 al 1939 si disputò la competizione automobilistica Coppa Ciano, corsa sul Circuito di Montenero, nella città toscana. Ciano riuscì a farsi intitolare ancora in vita diverse opere pubbliche cittadine, senza tuttavia apportare alcun contributo alla loro realizzazione: la terrazza sul lungomare di Livorno e l'ospedale cittadino. Per la sua mascella pronunciata, la sua fama di grande mangiatore e il suo appetito affaristico, il popolo livornese gli attribuì informalmente il soprannome di Ganascia.
Dal 1939 al 1943 piazza di Monte Citorio a Roma venne ribattezzata "piazza Costanzo Ciano".

### Opere pubbliche intitolate a Costanzo Ciano (lista parziale)
Vari comuni italiani dedicarono delle vie a Costanzo Ciano, come ad esempio Milano (ora corso Plebisciti), Carpineto Romano, Formia, Santa Caterina Villarmosa, Chiaramonte Gulfi. In odio al figlio Galeazzo, firmatario dell'ordine del giorno Grandi il 25 luglio 1943, il diffusissimo nome di Costanzo Ciano sarebbe stato totalmente rimosso anche dall'odonomastica della Repubblica Sociale Italiana.
Nel 1939, anno della morte, gli venne intitolato il dormitorio pubblico di Forlì, l'"Asilo notturno Costanzo Ciano".
- Brindisi - Scuola elementare "Costanzo Ciano" (28/10/1939),[21] poi "Edmondo De Amicis".
- Carbonia - Lo Stadio "Costanzo Ciano" in via della Stazione fu inaugurato il 21 maggio 1940 come Campo Sportivo della Gioventù Italiana del Littorio, poi Stadio Carlo Zoboli.
- Civitanova Marche - Colonia marina CEDUC "Costanzo Ciano".
- Cremona - Scuola elementare "Costanzo Ciano", poi "Leonida Bissolati".
- Genova - Una statua a lui dedicata venne successivamente modificata e riutilizzata per erigere un busto a papa Giovanni XXIII.[22]
- Manfredonia - Scuola elementare "Costanzo Ciano", in seguito "Francesco De Sanctis".
- Nonantola - Scuola elementare "Costanzo Ciano" (1940), poi "Fratelli Cervi".
- Roma - Scuola elementare situata in Piazzale degli Eroi; poi rinominata "Scuola Elementare Giovan Battista Vico". Prima dei lavori di verniciatura della facciata, era parzialmente visibile la scritta "Regia Scuola Elementare Costanzo Ciano".[23]
- Roma - Il quartiere del Trullo, situato sulla Via Portuense, edificato nel 1939-40, fu denominato originariamente "Borgata Costanzo Ciano".
- Senigallia - Scuola elementare "Costanzo Ciano", poi "Giovanni Pascoli".
- Valenza - Scuola elementare "Costanzo Ciano" (29/11/1940),[24][25] poi "Don Giovanni Minzoni".
- Casargo (LC) Colonia climatica alpina della Federazione fascista in località Piazzo di Casargo, oggi sede di una prestigiosa Scuola Alberghiera

## Onorificenze

### Onorificenze italiane
Le decorazioni e i riconoscimenti per merito di guerra:
- Promozione a capitano di vascello (Buccari, 1918)
- Distintivo per ferito di guerra.